# 能登警察署
能登警察署（のとけいさつしょ）は、かつて石川県鳳珠郡能登町字宇出津にあった石川県警察の警察署。
2012年4月1日に珠洲警察署と統合し廃止。廃止後は珠洲警察署の分庁舎として名称を珠洲警察署能登庁舎（すずけいさつしょのとちょうしゃ）に改称した。

## 沿革
- 2005年（平成17年）3月1日：鳳珠郡能登町の新設合併に伴い、警察署の名称を能都警察署から能登警察署に改称。
- 2012年（平成24年）4月1日：珠洲警察署と統合し能登警察署を廃止。分庁舎として珠洲警察署能登庁舎を設置[3]。

## 所在地
- 石川県鳳珠郡能登町字宇出津ウ字76番地

## 組織
庁舎所属長は警部が務めており、庁舎所在地交番（警部交番）が設置されている。また、これ以外にも庁舎には以下の組織が編成されている。
- 機動警ら係[3]
- 交通係（運転免許更新業務など）[3]

## 管轄区域
旧能登警察署
- 鳳珠郡能登町（能登空港の区域を除く）

能登庁舎所在地交番
- 鳳珠郡能登町の一部（字宇出津、字宇出津新、字宇出津山分、字崎山一丁目から四丁目、字宇出津新港一丁目から三丁目）

## 駐在所
以下は旧能登警察署の管轄。現在は珠洲警察署の管轄となっている。
- 鵜川駐在所（能登町鵜川）
- 瑞穂駐在所（能登町瑞穂）
- 鶴町駐在所（能登町鶴町）
- 縄文真脇駐在所（能登町姫）
- 柳田駐在所（能登町笹川）
- 当目駐在所（能登町当目）
- 松波駐在所（能登町松波）
- 不動寺駐在所（能登町不動寺）
- 小木駐在所（能登町小木）